# 薔薇嬢のキス
『薔薇嬢のキス』（ばらじょうのキス）は、硝音あやによる日本の漫画。『月刊Asuka』（角川書店）にて連載された。単行本は全9巻。ドラマCDも出ている。

## あらすじ
祥美学院高校1年生の八麻本（やまもと）アニスは、父のシュヴァルツから渡されたチョーカーをお守りとして肌身離さず身に着けていた。しかしある日、そのチョーカーを紛失してしまう。その日から彼女は学校で評判の美少年4人の「薔薇の騎士（ロードナイト）」を従える「支配者」となる。

## 登場人物
「声」はドラマCDより。

### 主人公
八麻本 アニス（やまもと アニス）
声 - 平野綾
主人公。高校1年生。「いつか素敵な人と付き合いたい」という願望を持つ少女。父にもらったチョーカーを紛失し、「薔薇の騎士」を従える「支配者」となる。走るのが速いことが自慢。おまもりのチョーカーを校則違反だと責め立てる風紀委員から逃げ回っているうちに、いつの間にか人並み外れた足の速さを獲得した。元気で、自分より他人のことを大事にする優しさを持つが、少々おばかなところがあり、難しい説明をされると思考回路が停止する。

### 薔薇の騎士（ロードナイト）
緋賀 楓（ひが かえで）
声 - 中村悠一
「薔薇の騎士」の1人。「赤薔薇」と称される。アニスのクラスメイト。運動神経抜群で、アニスを気にかけている。実家は神社で「反手神社当主」と呼ばれる。神社の当主ということで、教会の代表である天上とは何かと反目し合っている。能力は攻撃。アニスに対して愛情めいたものを抱きながら、薔薇の騎士としての覚醒が他の面々より遅いことを気にして、進んで彼女に愛情を向けようとはしない。赤薔薇の力による攻撃を得意とし、手のひらから「ロザリオ」という名の剣を出すことができる。終盤、天上家を巡る事件を機にアニスと結ばれた。
天上 光琉（てんじょう みつる）
声 - 神谷浩史
「薔薇の騎士」の1人。「白薔薇」と称される。3年生で生徒会長。セレブで、男女問わずファンも多い。彼のファンはアニスたちの天敵である。実家は教会で、「天極教会代表」と呼ばれる。俗に言う「ポエマー」（正しくはポエット）で少々Mな性癖を持ち併せ、アニスに正論じみたツッコミを入れられても喜んでしまう。アニスに奉仕することこそが彼の喜びであり、4人の騎士のなかでも自ら進んで彼女に仕えている。能力は治癒・防御。無月を教会の地下の棺桶から出した過去を持つ。実はアニスの親戚。終盤では楓達と決別しアニスと対峙することに。しかし彼の過去を知ったアニスに説得され改心、彼女達と和解した。
蔵間 無月（くらま むつき）
声 - 津田健次郎
「薔薇の騎士」の1人。「黒薔薇」と称される。クールで謎めいた2年生で、彼に関わると呪われるなど悪い評判が立っているため、学園中から怖がられている。天上の家に居候している。実年齢はアニスたちよりもっと上。能力は探索・捕縛。本名は「クエス」。「亡族の末裔」と呼ばれている。闇の眷属であり、普段の状態でも跳躍力や体力は人並み外れている。クールだが、支配者であるアニスに対しては、以前に黒薔薇であった兄・ヨクトが前支配者に抱いたものと同様の愛情を抱いており、彼女のためなら何をも厭わないという心を持っている。
浅木 晴嵐（あさぎ せいらん）
声 - 福山潤
「薔薇の騎士」の1人。「青薔薇」と称される。病弱で可愛らしい1年生。能力は錬金術・科学・知識分野。その正体は魔術的組織「結社」が作り出したホムンクルス。それゆえに自己犠牲も厭わない。常日頃から爆破に使うための薬品を持ち歩いているが、青薔薇の力により、さらに強力なものを作り出すことができる。

### アニスたちの関係者
鳴海 イツシ（なるみ イツシ）
声 - 水島大宙
魔術的組織「結社」の研究員であり、アニスの学校教諭。アニスや薔薇の騎士たちの良き理解者。上司のシュヴァルツが「結社」にいた頃には親交があり、彼にアニスの敵である自分たち側にこないかと誘われたことがあるが、きっぱりと断っている（シュヴァルツとのことは彼の黒歴史になっている）。温厚で、生徒から人気の高い教師。
ニヌファ
声 - 岡本信彦
ロザリオカードの守護獣。イツシと共にいることが多い、おしゃべりな魔物。ロザリオカードがアニスの手に渡ってからは、彼女らに情報を渡したり、イツシがいるところへの道案内をしたりすることがある。山椒が嫌い。

### 敵キャラクター
八麻本 シュヴァルツ（やまもと シュヴァルツ）
声 - 成田剣
アニスの父。アニスにお守りのチョーカーを渡し、失くしたら罰を受けると警告する。ここ千年で比類なき全知と言われる人物。元々は魔術的組織「結社」の関係者で、そのつながりからイツシとも面識がある。贋作の銀薔薇でもある。アニスの母親のことを愛していたが、自身が薔薇の騎士でないことを理由に彼女と引き離され、手元には彼女が託したアニスだけが残された。血は繋がっていないものの、アニスのことをとても愛している。
来生 ハルト（きすぎ ハルト）
声 - 宮野真守
アニスの関西時代の幼なじみ。関西弁を喋る明るく気さくなお笑い好き。大阪出身。実は嫉妬を冠する黄薔薇の騎士。薔薇の騎士との戦いに敗れた結果、魔神の封印にアニスの代わりに吸い込まれたと思われた。しかしその後、台湾に飛ばされていたことが判明する。そして、贋作騎士の1人・金薔薇としてアニスたちの前に立ちはだかることになる。
鈴村 イデル（すずむら イデル）
橙薔薇の贋作騎士。声を使って風圧を作り出し、人を吹き飛ばすほどの力を有する青年。アイドルユニット「RHODECIA」のメンバーで、もう一人のメンバーである親友・夜香のことをとても大事に思っている。
蓮崎 夜香（はすざき やこう）
緑薔薇の贋作騎士。声による催眠能力を使うことができる青年。ただし、催眠能力を使いすぎると自分も催眠にかかってしまう。アイドルユニット「RHODECIA」のメンバーの一人で、穏やかな青年。
柊 みかげ（ひいらぎ みかげ）/エラ
贋作騎士たちの支配者の少女。普段は学園で眼鏡をかけ、三つ編みをした影のある少女として暮らしているが、支配者としてアニスたちの前に姿を現す時は、ツインテールの髪型に豪奢な服を着ている。アニスと楓に執着しており、自分がアニスに成り代わって、楓たちを支配したいと考えている。
藤宮 史電（ふじみや しでん）
紫薔薇の贋作騎士。水を操る騎士で、みかげを憐れんでいるところもありながら、忠誠を誓っている。ヨクトや他の薔薇の騎士たちがみかげから離れていこうとも、彼だけはみかげのもとから離れることはなかった。
ヨクト
灰薔薇の贋作騎士。無月の実の兄でありながら、無月よりも見た目は若い。それは、彼が闇の眷属の力を使って目玉から肉体を再生し、まだ完全に再生しきっていないため。本来は無月より背が高い。先代の薔薇騎士、黒薔薇であり、先代の支配者とは恋仲だった。

## 用語
結社
表向きは魔神を封印するために結成された魔術的組織。支配者と薔薇の騎士の婚姻を続かせ、より良い支配者を生み出そうとしてきた。しかし裏の目的は、魔神を復活させてその力を手に入れることであった。
RHODECIA
イデルと夜香の2人組の人気アイドルユニット。CDデビューしたてだが、高校生には絶大な人気を誇っている。アイドルの仕事を優先するため、2人そろってあまり学校には登校していない。
リッサの鉄柩
天上家最深部の研究施設。天上が無月のホムンクルスを量産していた場所。薔薇の契約を解除して、魔神を手に入れるために、無月の体を素体として使っていた。のちにここに監禁されたアニスを、ホムンクルスたちは代わる代わる助けようとした。
おまもり
アニスが身に着けている、薔薇のモチーフが付いたチョーカー。シュヴァルツからは、おまもりであると同時に、外すと恐ろしい罰が下るとも言われていた。実は、アニスを魔術的組織「結社」や薔薇の騎士から隠し、支配者にさせないでおくために渡されたもの。
騎士服
魔道具の一種で、薔薇の騎士の力の増幅器。支配者と薔薇の騎士が真の契約を結ぶことで発現する。薔薇の騎士が魔法を使う際には支配者の血を必要とするリスクがあるが、騎士服があれば使用する血液の量を少なくできる。
ロザリオカード
薔薇の騎士たちを呼び出すことのできる、支配者だけが使えるカード。薔薇の騎士に応じてそれぞれ1枚ずつ有り、それらにキスをすることで、薔薇の騎士を呼び出すことができる。今代の支配者であるアニスと、贋作の支配者であるみかげが所有している。
アルカナカード
魔力を持ったカードで、封印の欠片の力を宿している。現実世界においては異質な存在で、あるだけで周囲にひずみを生み、人や物事を少しずつ狂い惑わせたり、トラブルを誘引する。また、アルカナカードを狙っている勢力は、アニス率いる薔薇の騎士たち以外にも存在している。
封印の欠片
魔神を封印するための封印紋の一部の欠片で、魔神を封印した初代の支配者の魔力の結晶のこと。現在は封印の欠片が方々に散らばっており、アルカナカードの形で現出している。アルカナカードを見つけ、封印の欠片に戻した状態で封印紋にはめ込んでいくことが、今代の支配者たるアニスの使命である。
薔薇の契約
4人の薔薇の騎士とロザリオカードを用いて、契約を結ぶことを指す。支配者のもとに騎士が4人そろっていない時は、薔薇の騎士候補に対して仮の薔薇の契約をすることも可能で、これにより支配者とつながることができる。
支配者
薔薇の騎士たちを束ね、薔薇の騎士たちに命令（オーダー）することができる存在。ただしその代償として、支配者の血を薔薇の騎士たちに提供しなくてはならないため、よく貧血を起こすこととなる。これを緩和するため、アニスはよく鉄分の入ったドリンクを飲んでいる。
薔薇の騎士
支配者を守るためにロザリオカードから召喚される、騎士のこと。支配者の血がないと「力」の行使ができない。支配者の体内の血を使うため、薔薇の騎士を召喚したり「力」を使わせるたび、支配者が貧血を起こす恐れがある。
真の契約
支配者と薔薇の騎士が結ぶことによって、薔薇の騎士の本来の力を出せるようにするための契約。真の契約を済ませた薔薇の騎士には階級があり、第一階級、第二階級、第三階級、血婚の順に階級が高くなる。階級が高くなるほど、支配者の血の負担が軽減され、薔薇の騎士の魔力が強くなり、多くの技を使えるようになる。上の階級になるためには、支配者との絆を強める何らかのきっかけが必要。
血婚
薔薇の騎士の誰かと支配者が愛で結ばれることを指す。薔薇の騎士の誰かと支配者が、血を交わすことも同義。薔薇の騎士たち、特に天上はアニスに好意を抱いており、血婚に強い関心を示している。
贋作騎士
シュヴァルツによって作られた薔薇の騎士のこと。サンプルとなる人間を素体として使っているため、元々の人間の部分が反発して、副作用を起こすことがある。蓮崎夜香はその副作用で、自分の力に影響されて眠りについてしまった。
贋作支配者
みかげのことで、シュヴァルツによって作られた支配者。人工的に作られた支配者のため、自らの薔薇の騎士を有しておらず、贋作騎士を擬似的な薔薇の騎士として扱っている。しかし、本物の薔薇の騎士のような忠誠心は得られていない。
闇の眷属
魔神の封印を解放し、魔神の力を自分たちに取り戻すことを使命としている一族。長寿で身体的能力が高い。その手段は、唯一の薔薇の騎士として、支配者を手に入れること。無月はその使命に反発しているが、ヨクトは魔神の力を手に入れることに躍起になっている。
ページェント
アニスたちが通っている学園で行われるパーティーで、創立イヴの日に、生徒会が主催者となって他校の生徒会を招いて行う。参加者には仮装し、ドレスアップすることが求められる。生徒会メンバーのペアが2組欠席してしまったため、アニスたちが急きょ出席することになった。